# Oude Haven (Veghel)
De Oude Haven is een industrieterrein en havenbuurt in de Noord-Brabantse plaats Veghel. Het bedrijventerrein Oude Haven huisvest circa 48 bedrijven die samen goed zijn voor 4.450 arbeidsplaatsen. Door het bedrijventerrein stroomt een aftakking van de Zuid-Willemsvaart, waar enkele watergebonden bedrijven zijn gevestigd zoals DMV International van FrieslandCampina en Victoria Mengvoeders. Tevens is het hoofdkantoor van Jumbo Supermarkten er gevestigd.

## Geschiedenis

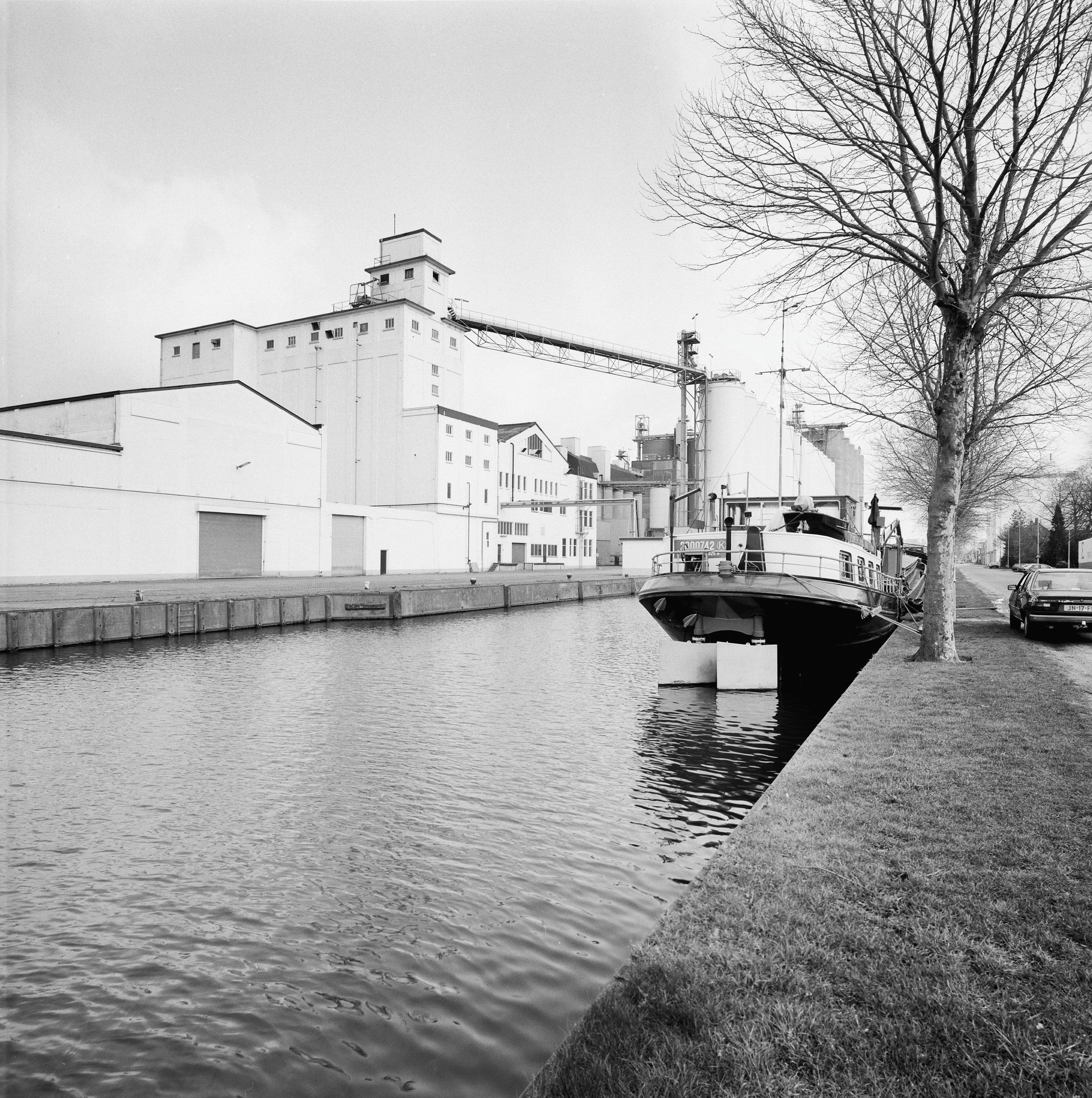
NCB/CHV-terrein gezien vanaf de Zuidkade in 1997. De silo is in 1915 gebouwd naar ontwerp van J.G. Wiebenga en is een rijksmonument

De Oude Haven is de oorspronkelijke binnenhaven van Veghel. Deze werd in 1826 gelijktijdig met de aanleg van de Zuid-Willemsvaart gegraven en zorgde ervoor dat de bebouwde kom van Veghel hiermee werd verbonden. Door deze waterontsluiting, gecombineerd met een tram- en spoorverbinding werd de haven al vanaf het midden van de 19e eeuw een aantrekkelijke vestigingsplaats voor bedrijven.
Doordat in Veghel de Zuid-Willemsvaart, de tramlijn 's-Hertogenbosch - Veghel - Helmond en de spoorlijn Boxtel - Wesel samenkwamen, verwerd het tot een zeer belangrijk verkeersknooppunt in de regio, en nam het als trimodaal overslagpunt een vooraanstaande positie in op het gebied van goederenvervoer. Veghel maakte in deze periode een harde groei door en trok daarmee vele nieuwkomers aan vanuit de omringende gemeenten en daarbuiten. Abraham Jacob van der Aa beschreef in 1846 het gebied rondom de haven als "een levendige buurt" vanwege de vestiging van winkels, pakhuizen en herbergen die op verschillende plaatsen verrezen. In de periode van 1860 tot 1870 stond Veghel zelfs op plaats 5 in de top 10 van Noord-Brabantse gemeenten met een positief migratiesaldo. Na 1870 nam deze groei echter geleidelijk weer af.
Een tweede economische impuls ontstond in 1914 door het vestigen van de Coöperatieve Handelsvereniging (CHV) van de Noordbrabantse Christelijke Boerenbond (NCB) aan de Noordkade. En een decennium later, in 1926, opende een grote zuivelfabriek aan deze kade haar deuren, de Coöperatieve Centrale Melkproductenfabriek – De Meijerij (DMV), welke later zou fuseren met Campina uit Eindhoven tot DMV Campina, en hiermee aan de wieg stond van het huidige concern FrieslandCampina. Na de oorlog, in 1946, werd aan de Zuidkade nog eens een grote veevoederfabriek gebouwd door het bedrijf Victoria Mengvoeders. Door het vestigen van deze bedrijven ontstonden de eerste industrieterreinen van de gemeente Veghel.

## Jachthaven Veghel
De WSV Jachthaven Veghel is een passantenhaven aan het einde van de Oude Haven, in de oude zwaaikom, aan het Heilig Hartplein in het centrum van Veghel. De recreatiehaven wordt beheerd door WaterSportVereniging Veghel.

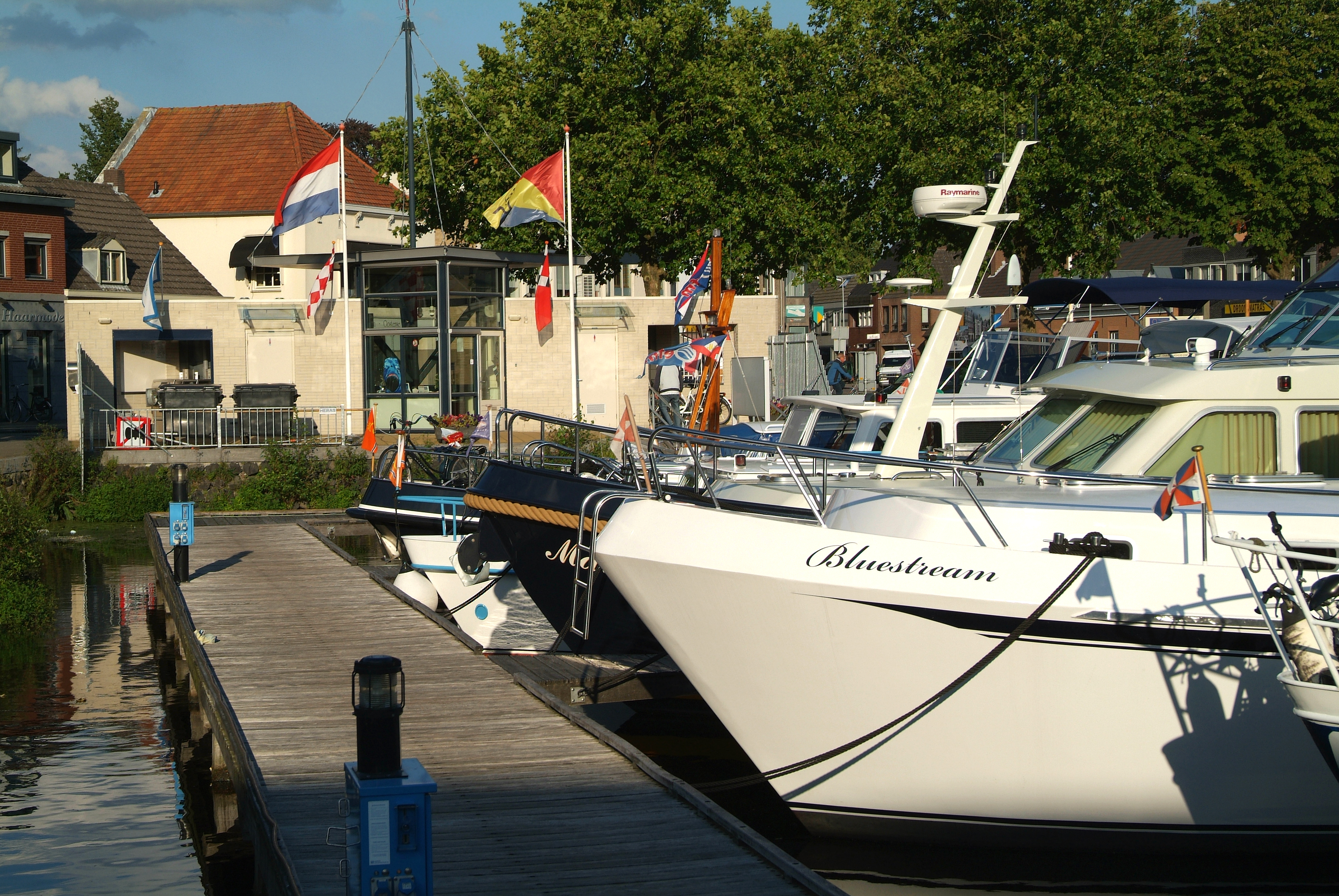
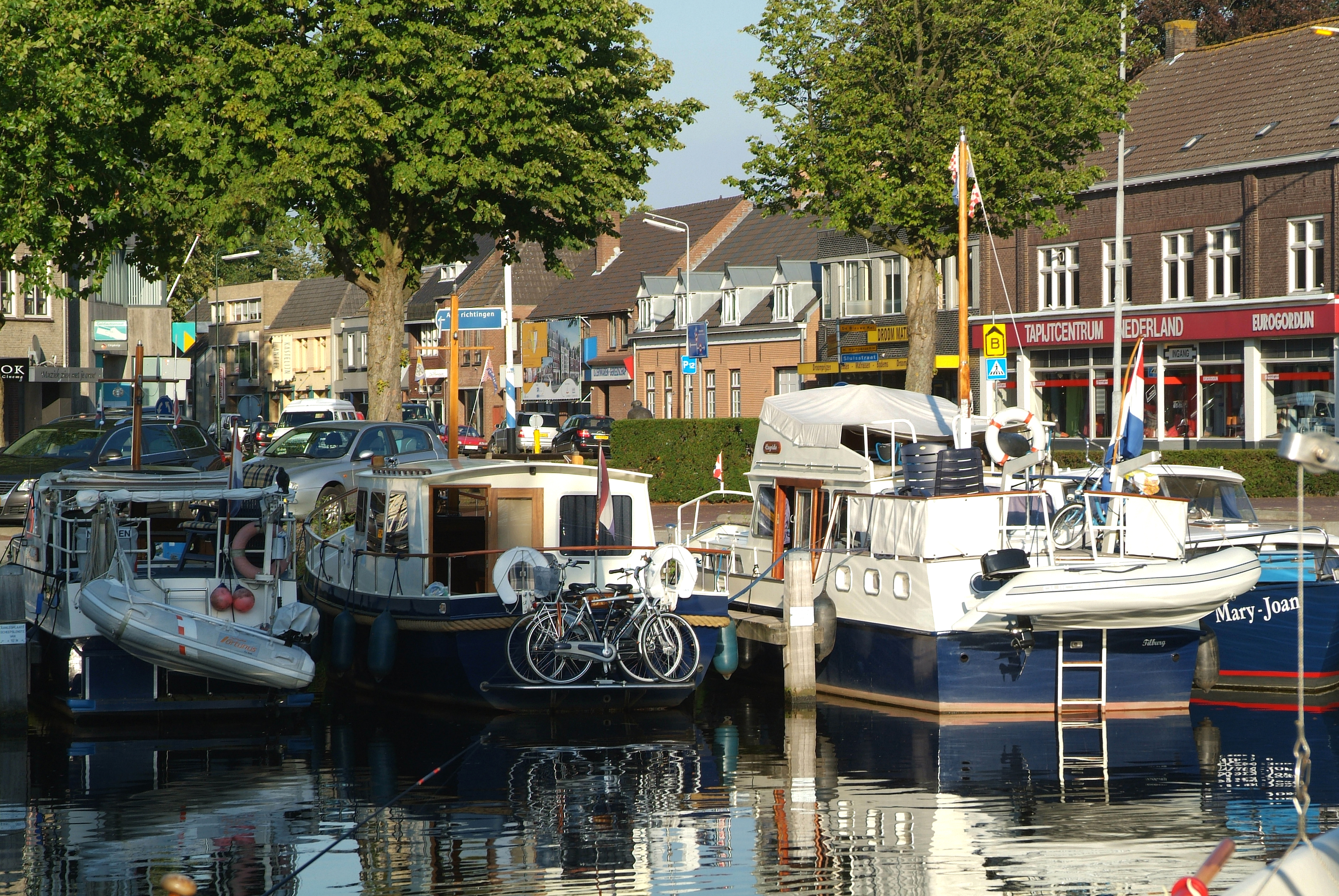
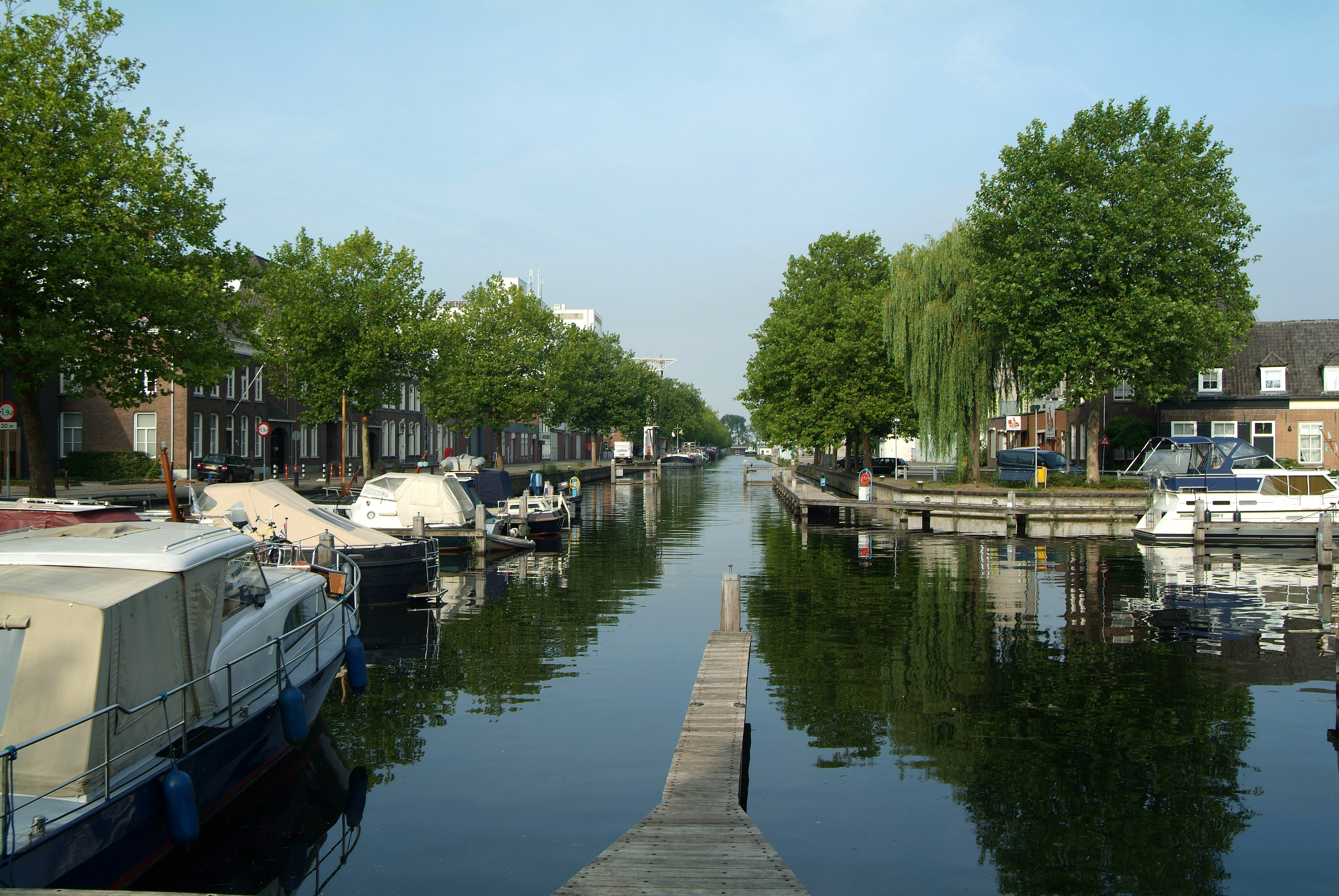
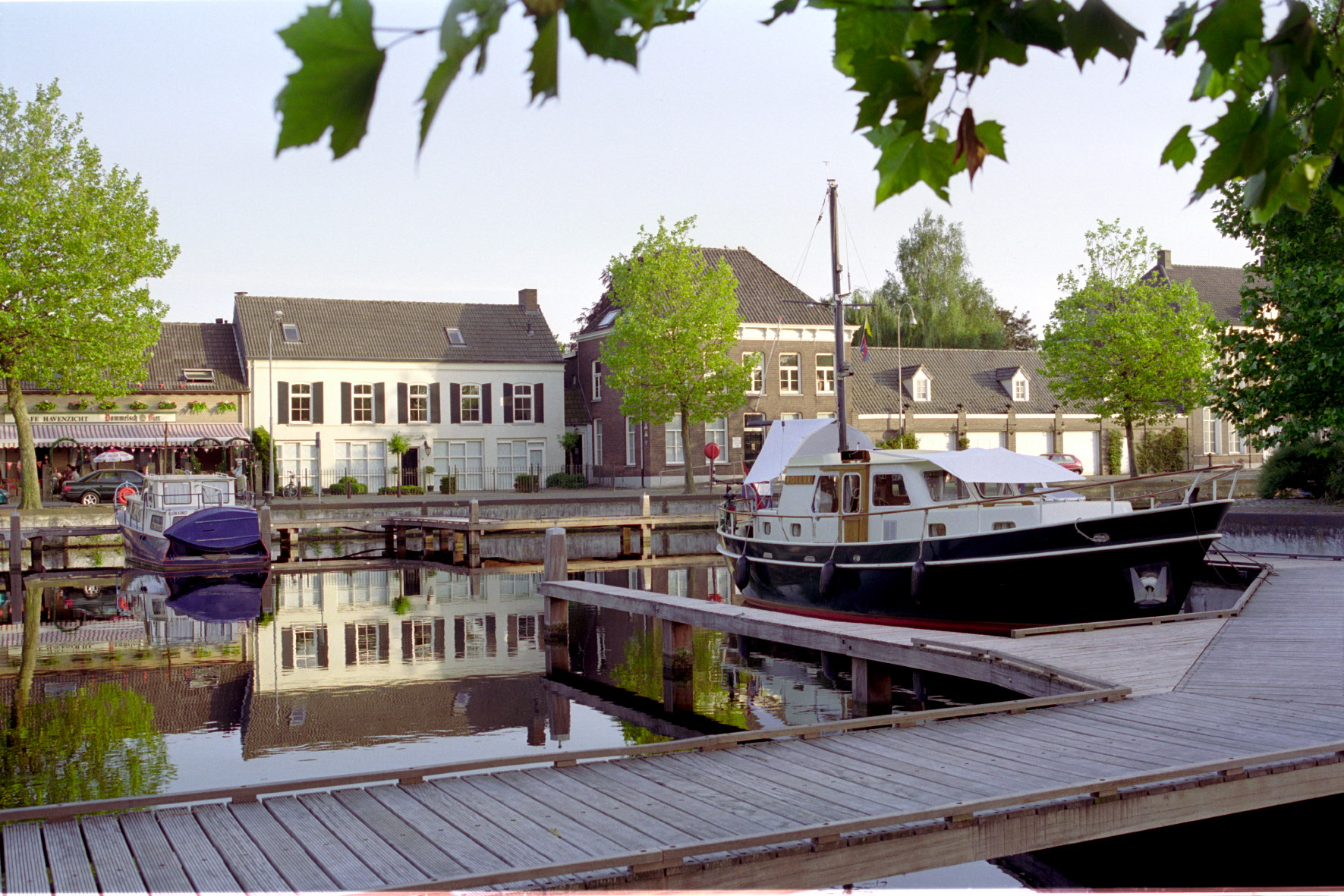

## Havenbuurt

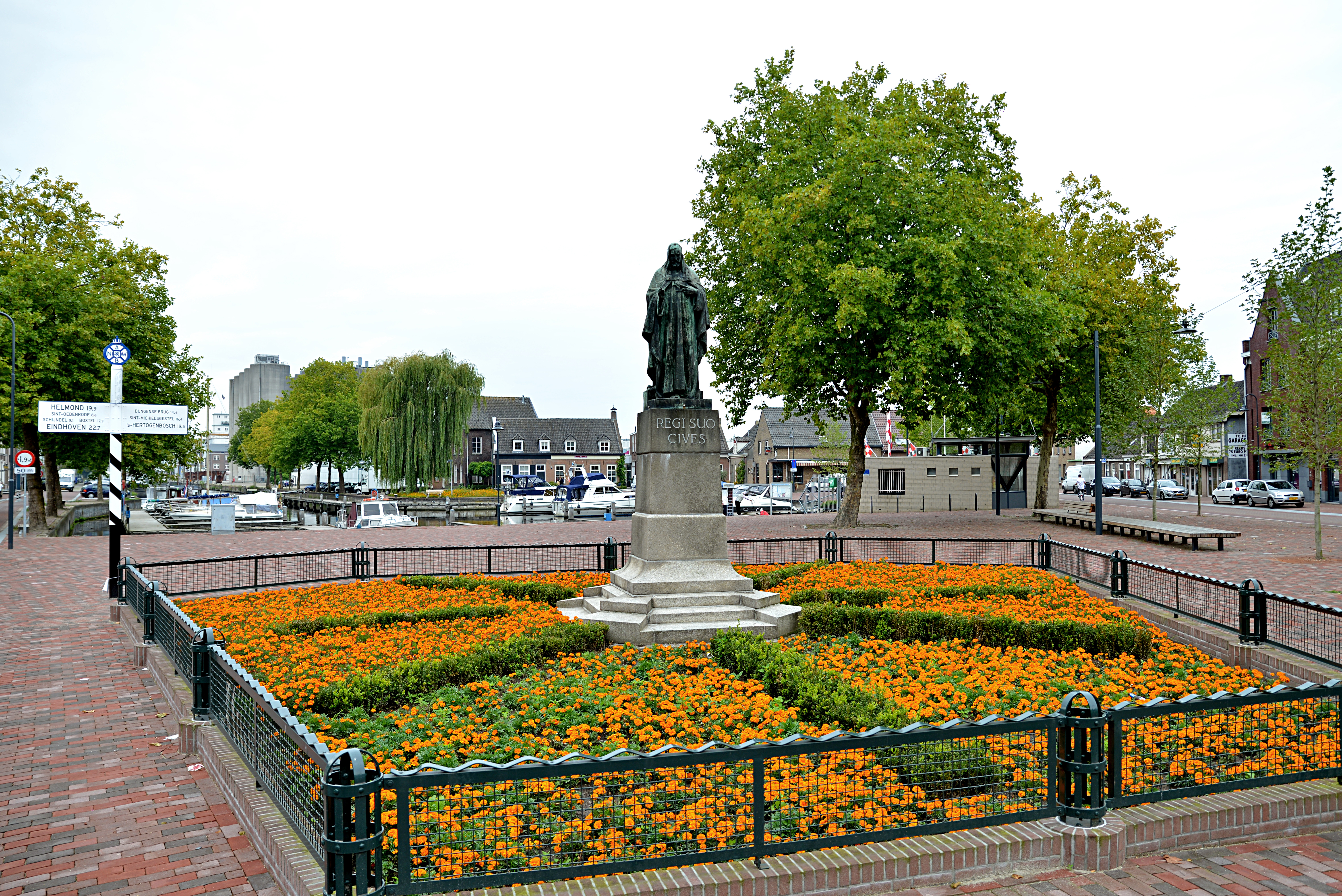
Heilig Hartbeeld van Veghel

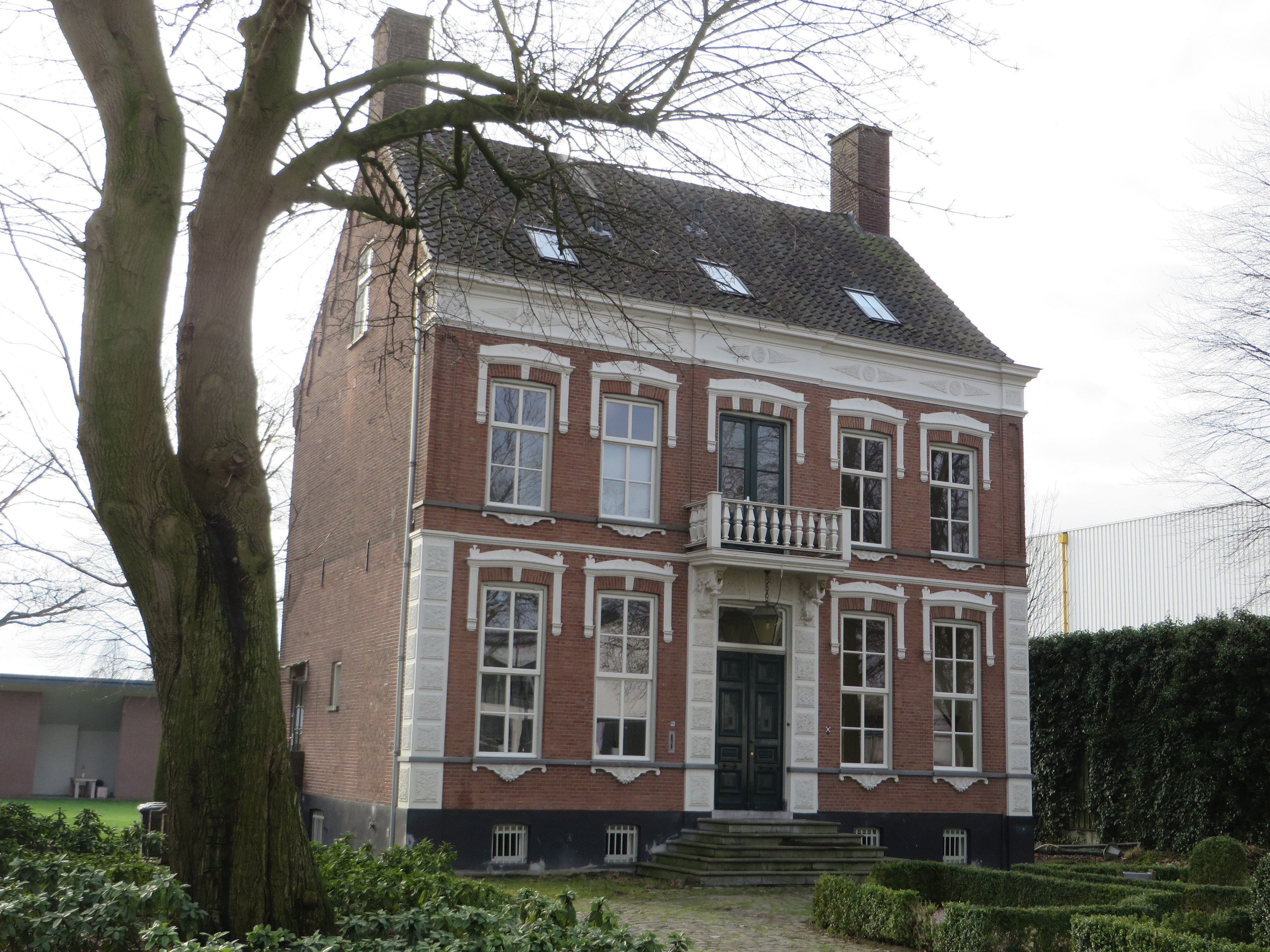
Herenhuis, Zuidkade 24
- beschermd rijksmonument -

Rondom de zwaaikom van de oude Veghelse binnenhaven is in de loop der tijd een karakteristieke havenbuurt ontstaan met centrumstructuur bestaande uit een mengeling van winkels, cafés, kantoren, lichtere bedrijvigheid en woonhuizen- en appartementen. Het zwaartepunt van dit centrumgebied ligt aan het Heilig Hartplein en de Sluisstraat, maar omvat ook de Havenstraat en een deel van de Hoogstraat, de Zuidkade en de Noordkade. Deze buurt vervulde voor een lange tijd een belangrijke centrumfunctie voor Veghel-West en had dan ook zijn eigen winkeliersvereniging. Tegenwoordig vormt de buurt meer een uitloper van het kernwinkelgebied van Veghel-Centrum waar het zwaartepunt rond de markt ligt. Zo behoort het tegenwoordig ook tot hetzelfde centrummanagement.

Op 15 juni 2004 is het ensemble van de panden H. Hartplein 31, 32, 34 en 35 en Noordkade 1 samen met het erbij gelegen havengebied aangewezen als ‘beschermd dorpsgezicht’. De panden dateren van ca. 1862 tot ca. 1900 en hebben ensemblewaarde vanwege de ligging aan de haven waardoor het een belangrijk onderdeel vormt van het, op de Brabantse zandgronden zeldzame, havenensemble. De panden zijn van cultuurhistorische waarde als typologisch voorbeeld van dorpswoningen met caféfunctie uit de tweede helft van de 19de eeuw. De panden vormen een onderdeel van de sociale en economische geschiedenis van Veghel en zijn van architectuurhistorische waarde vanwege de bewaard gebleven hoofdvorm die mogelijk een oudere kern bezit.

## Galerij

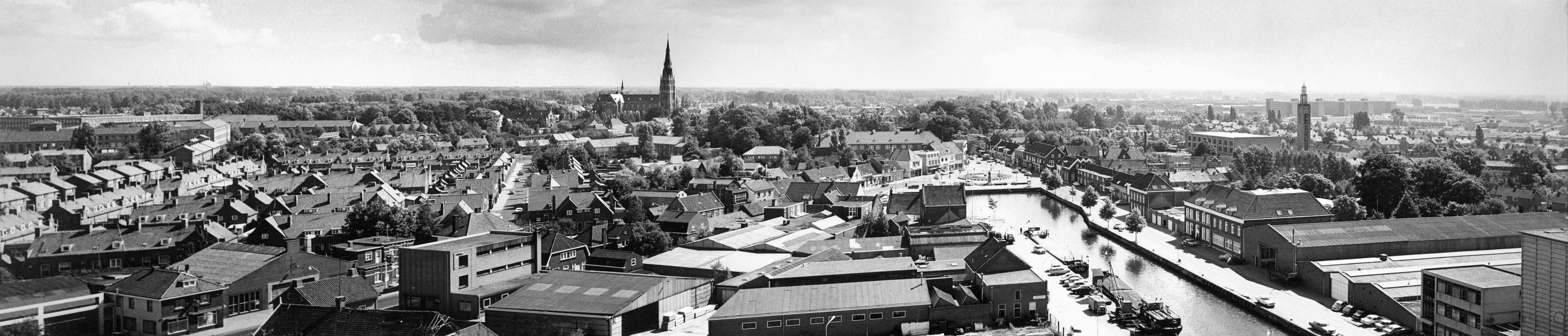
Zicht over de havenbuurt en het centrum van Veghel, met rechts de havenkom aan het Heilig Hartplein, omstreeks 1973

Heilig Hartplein, Hoogstraat & Sluisstraat
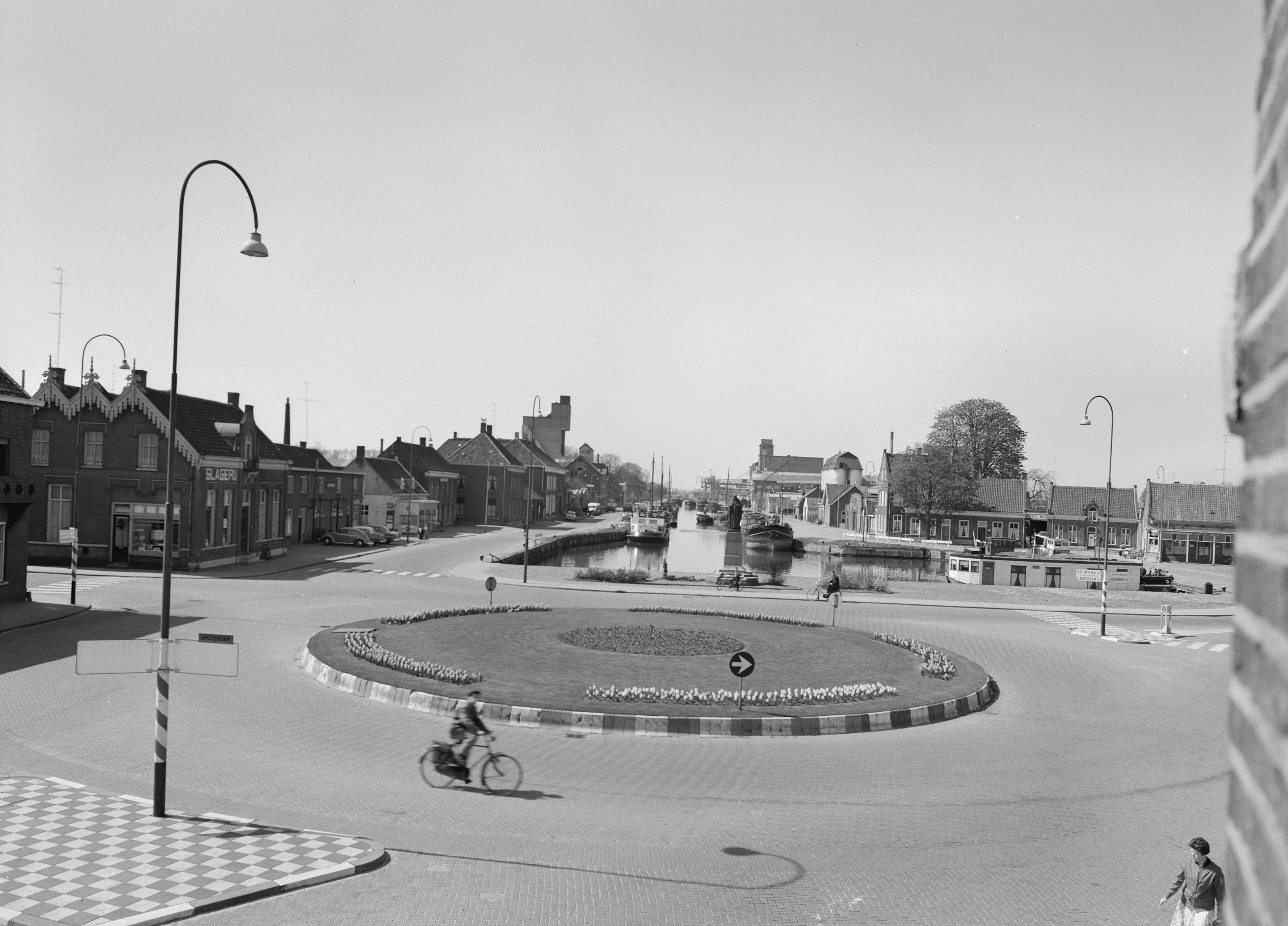
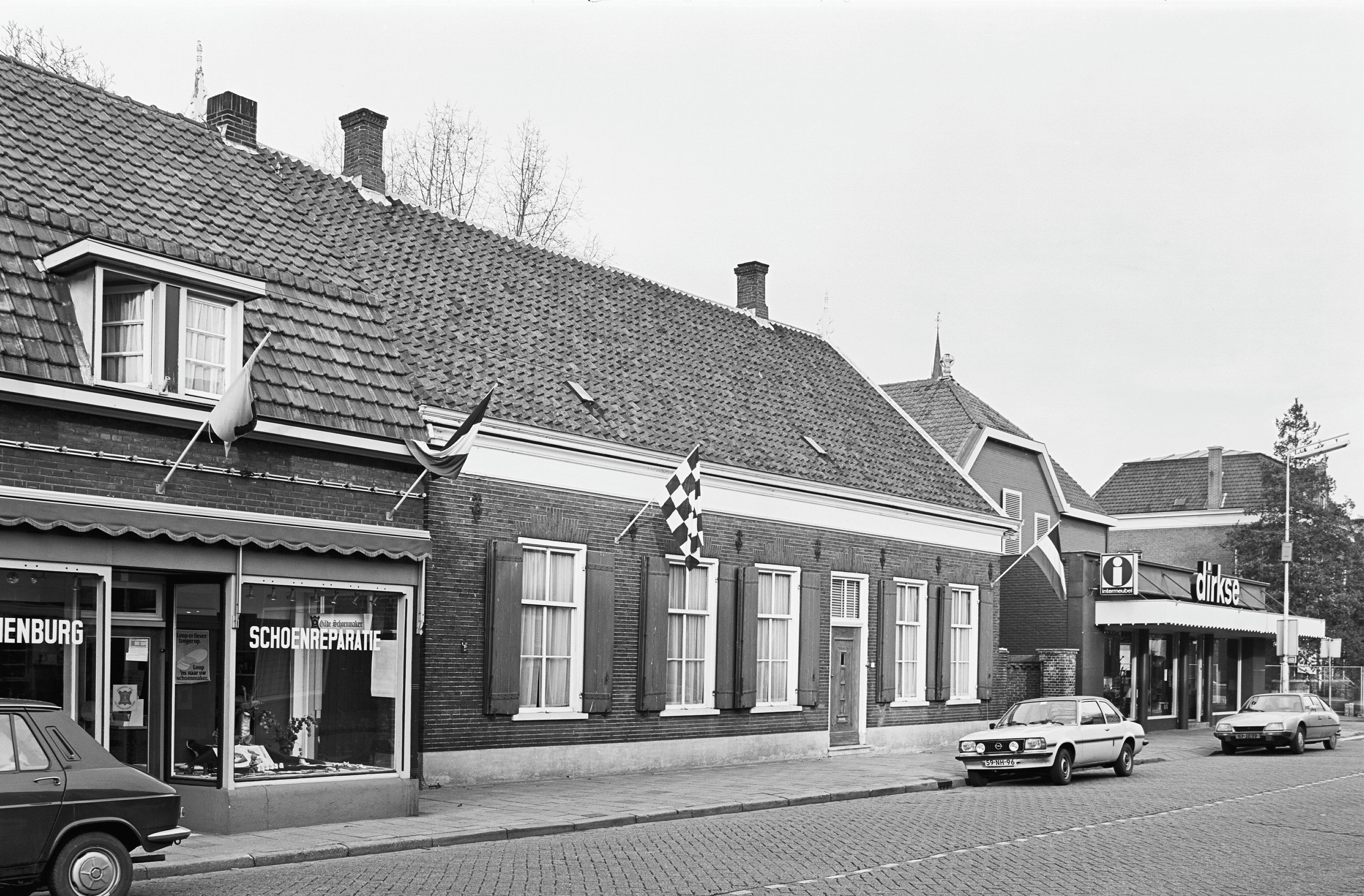
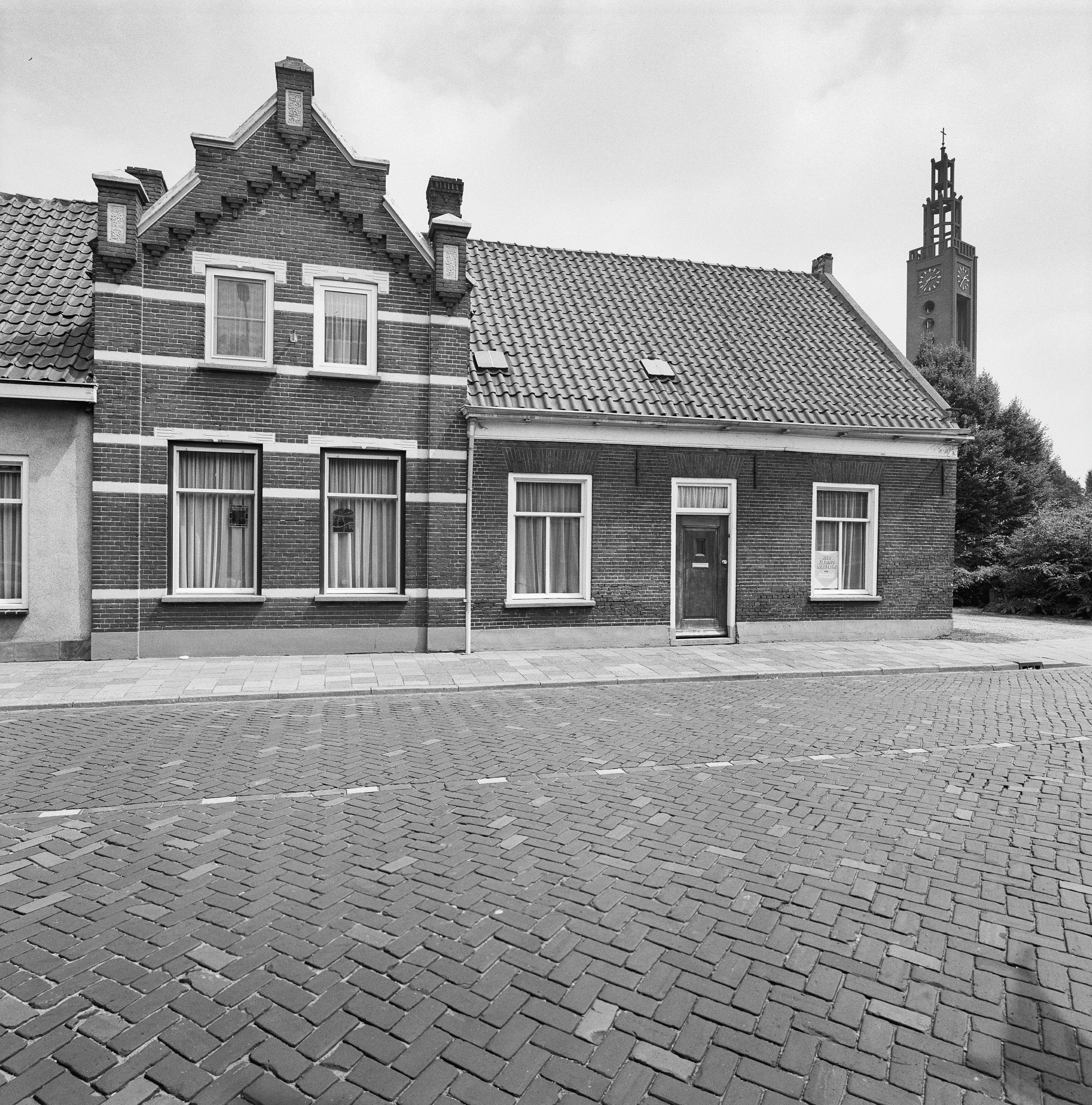
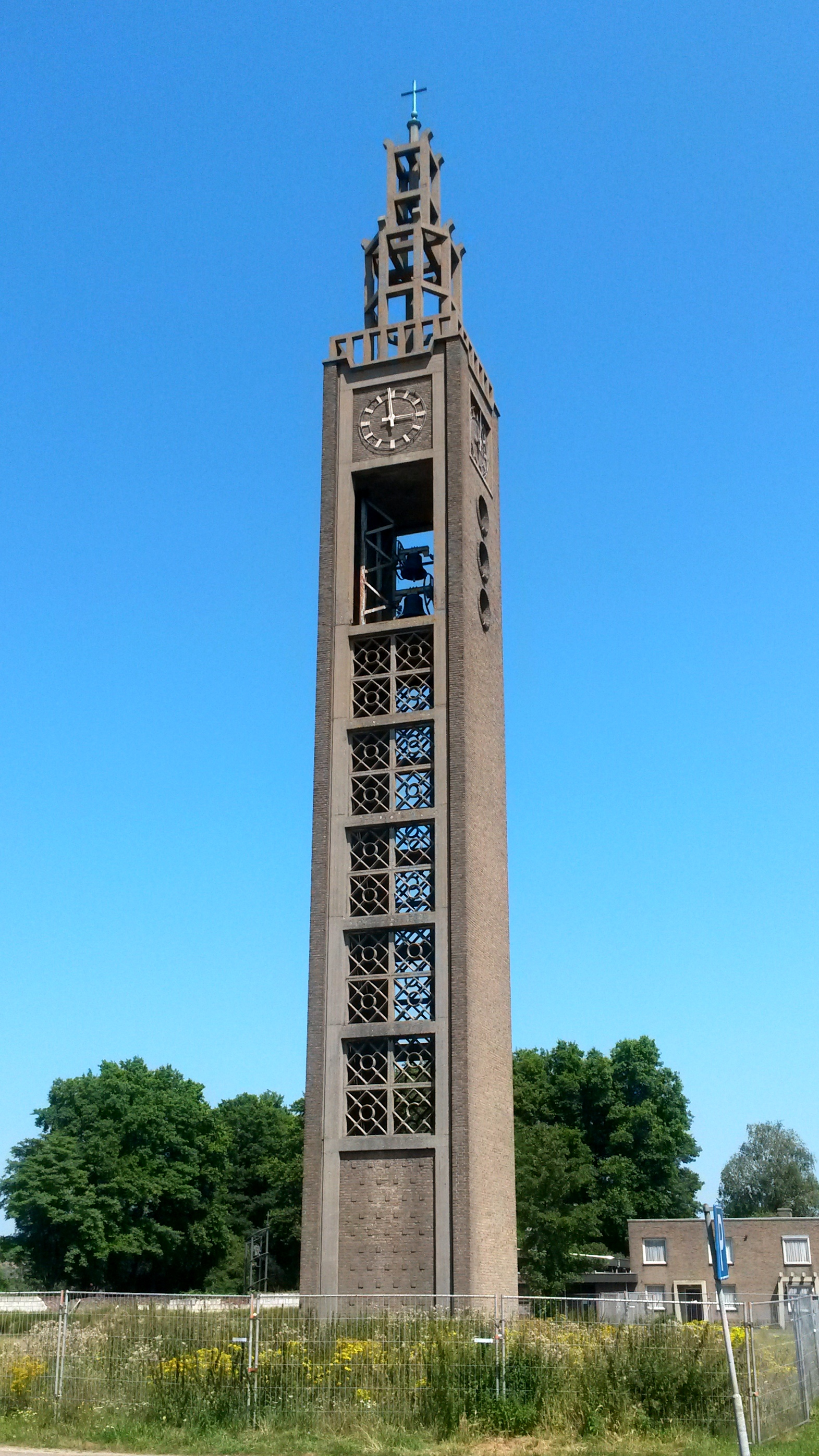
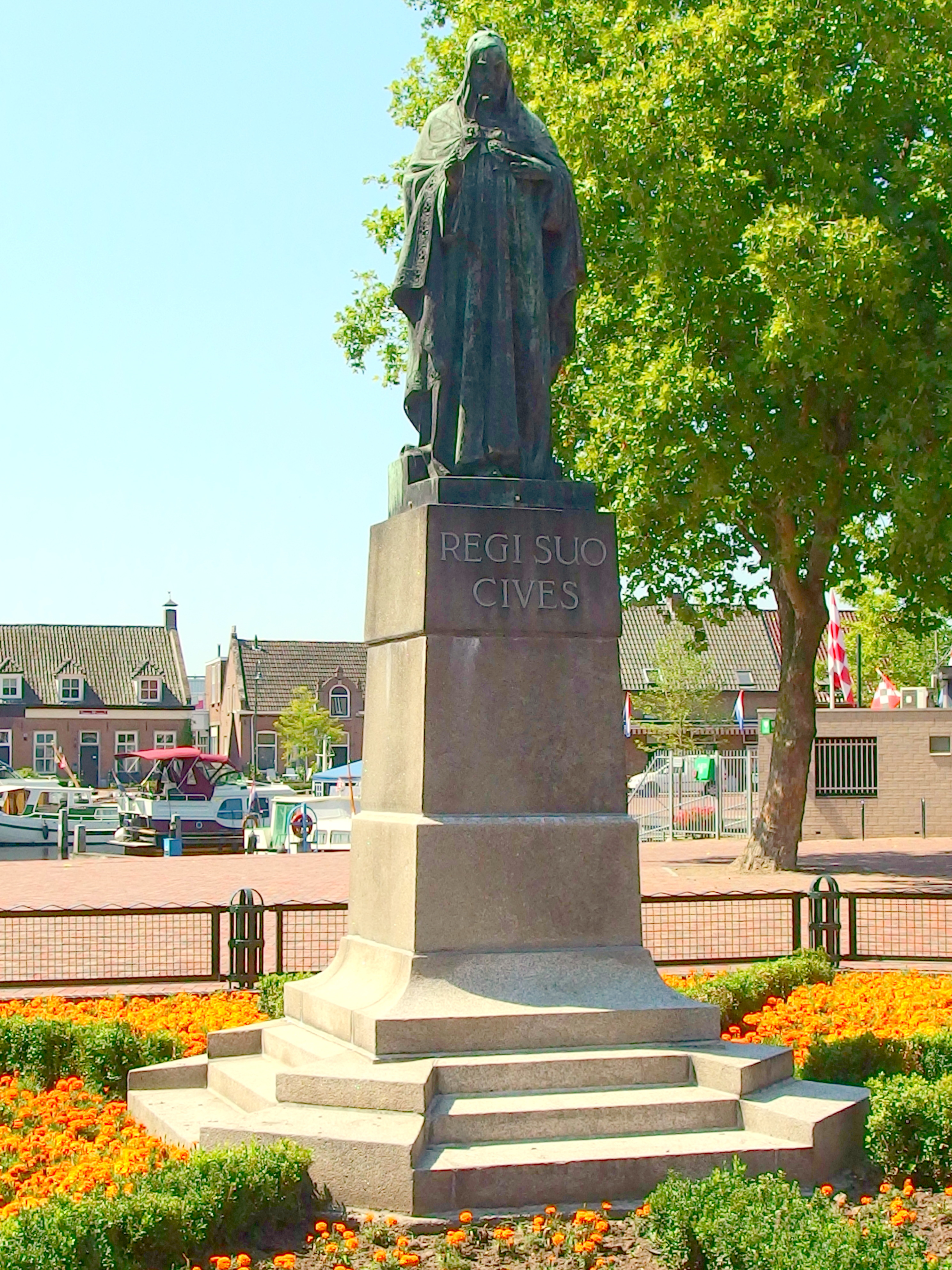
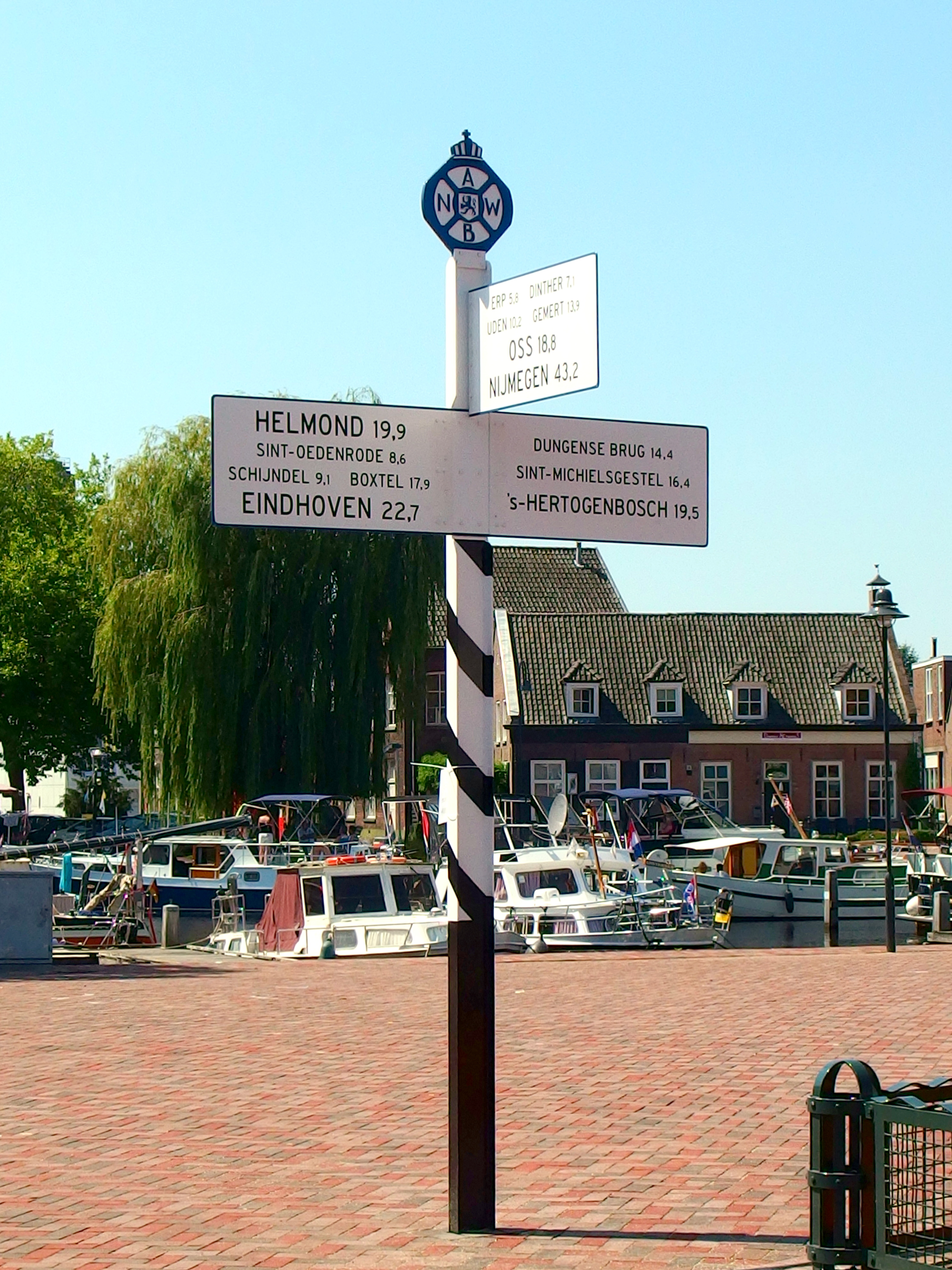

Zuidkade
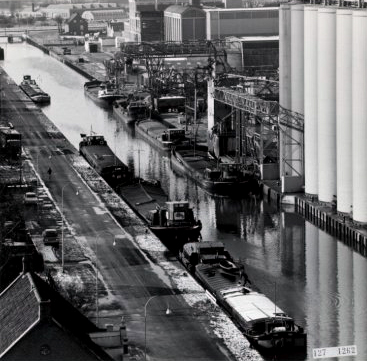
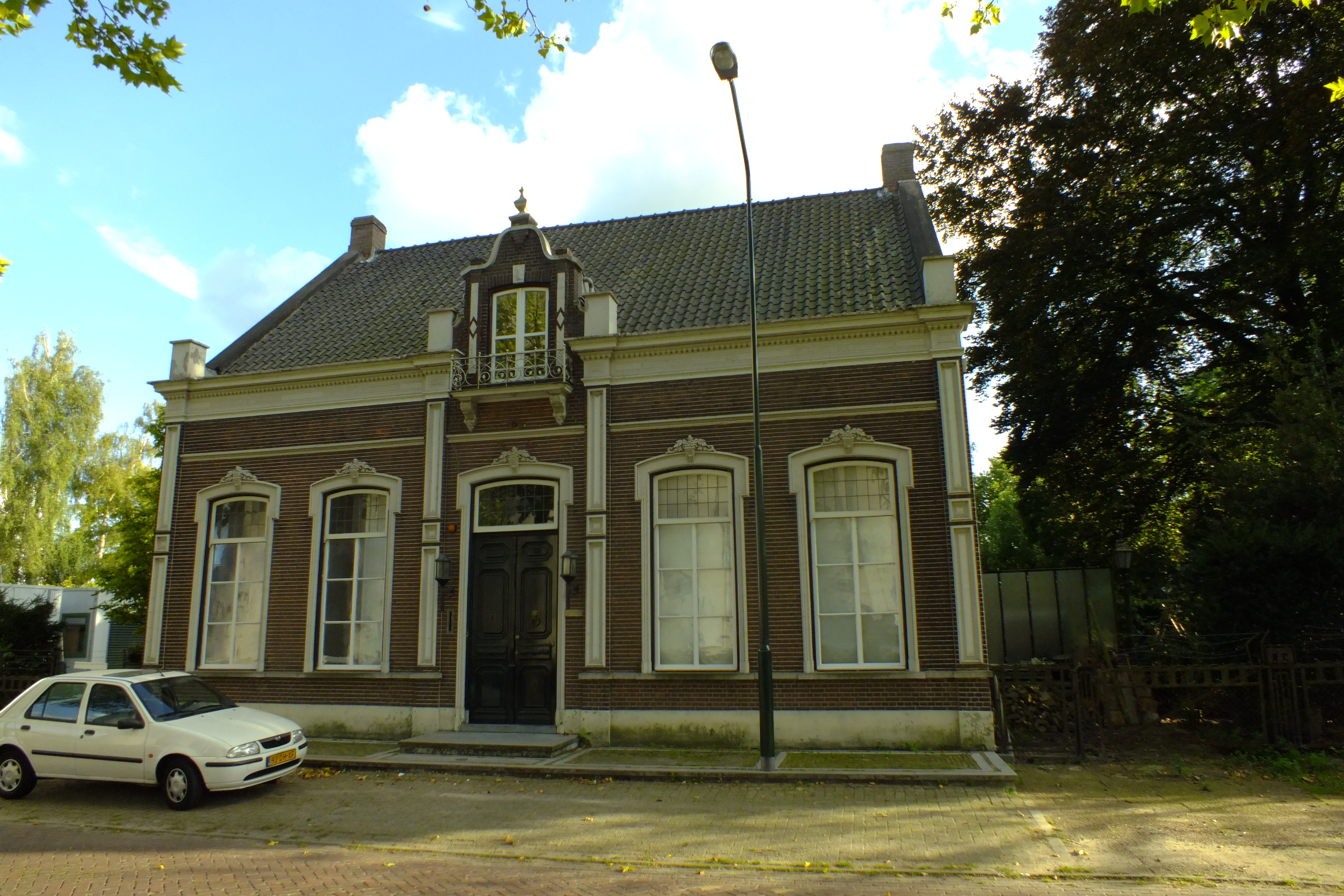
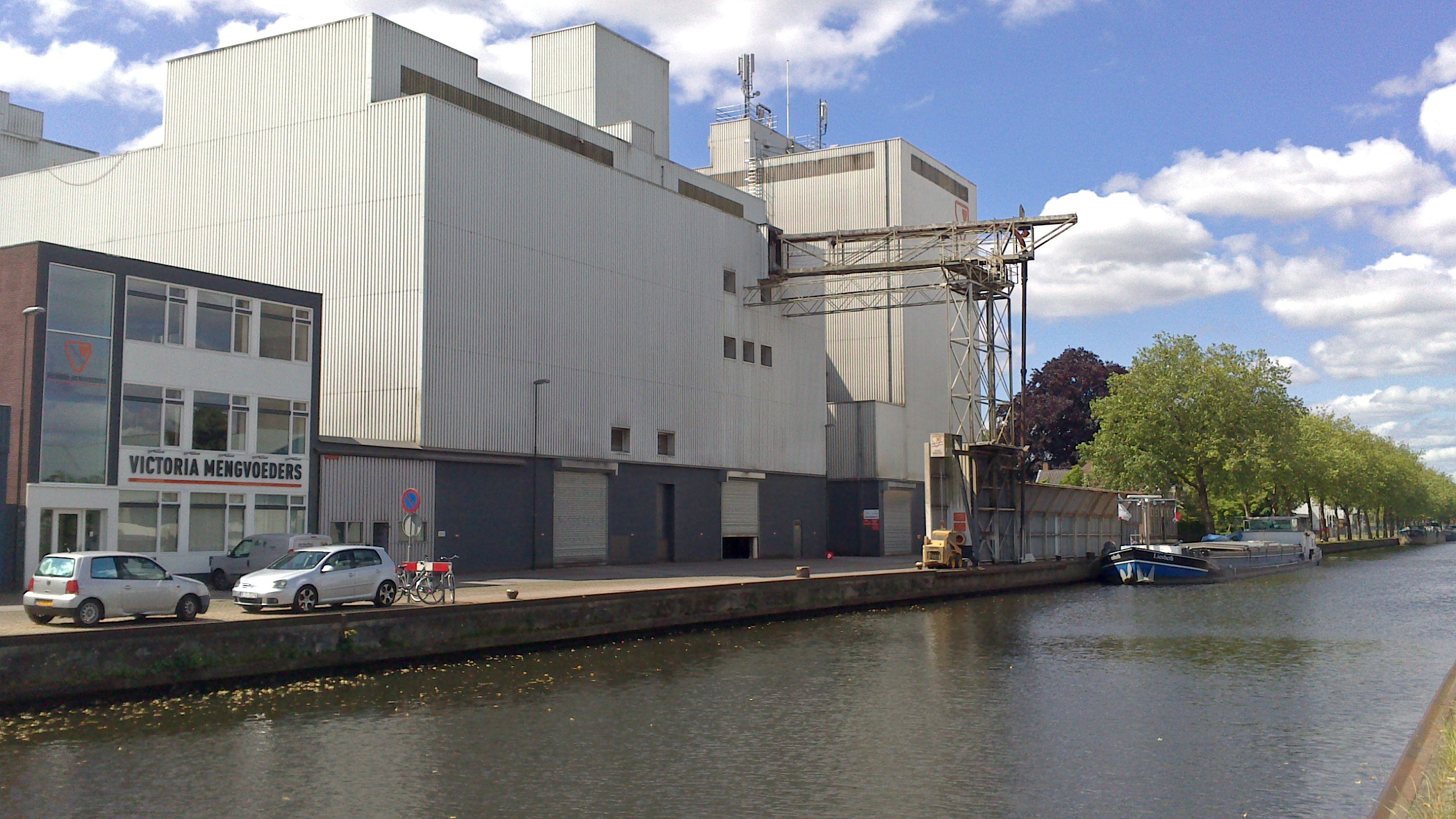

Noordkade
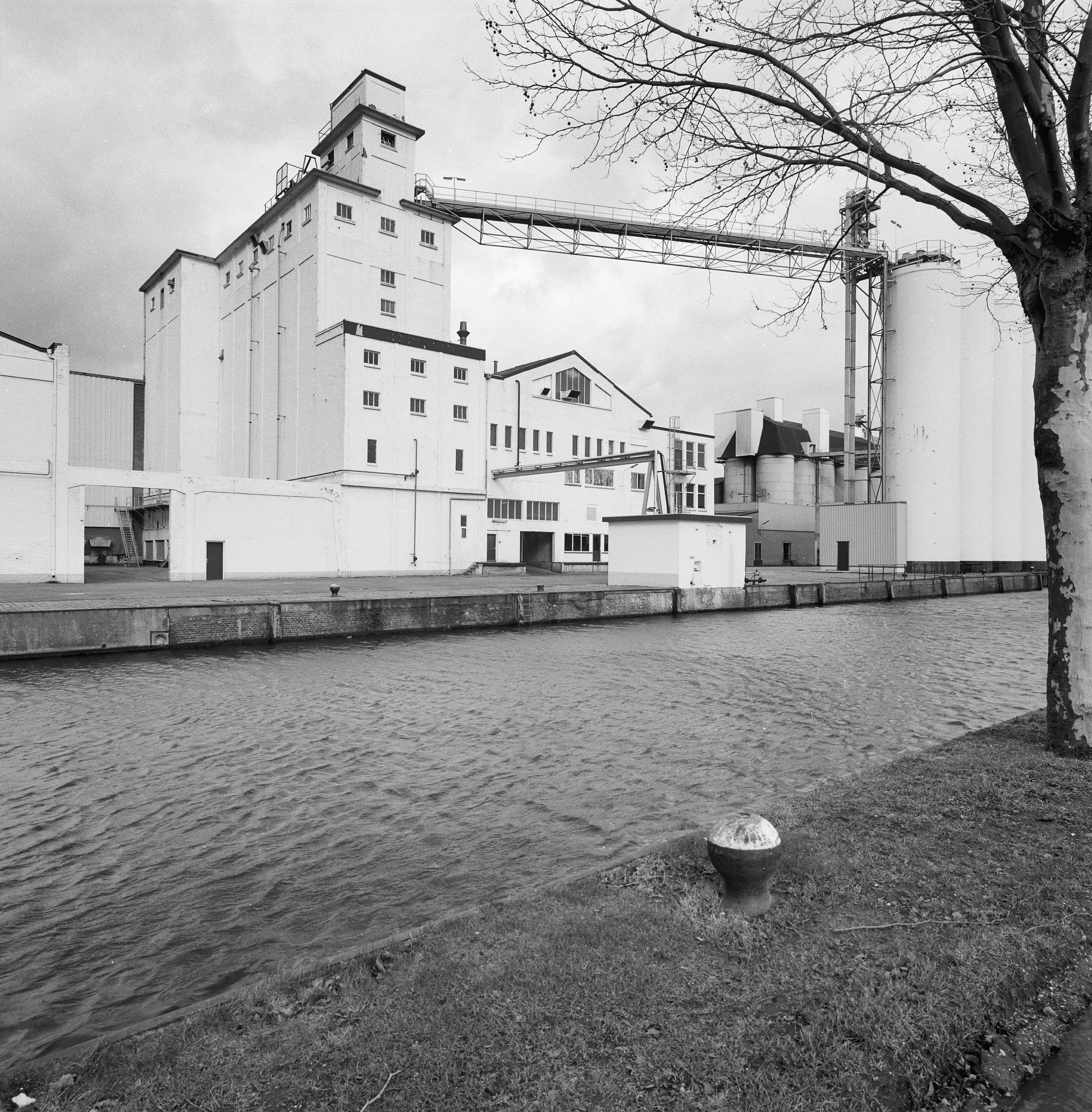
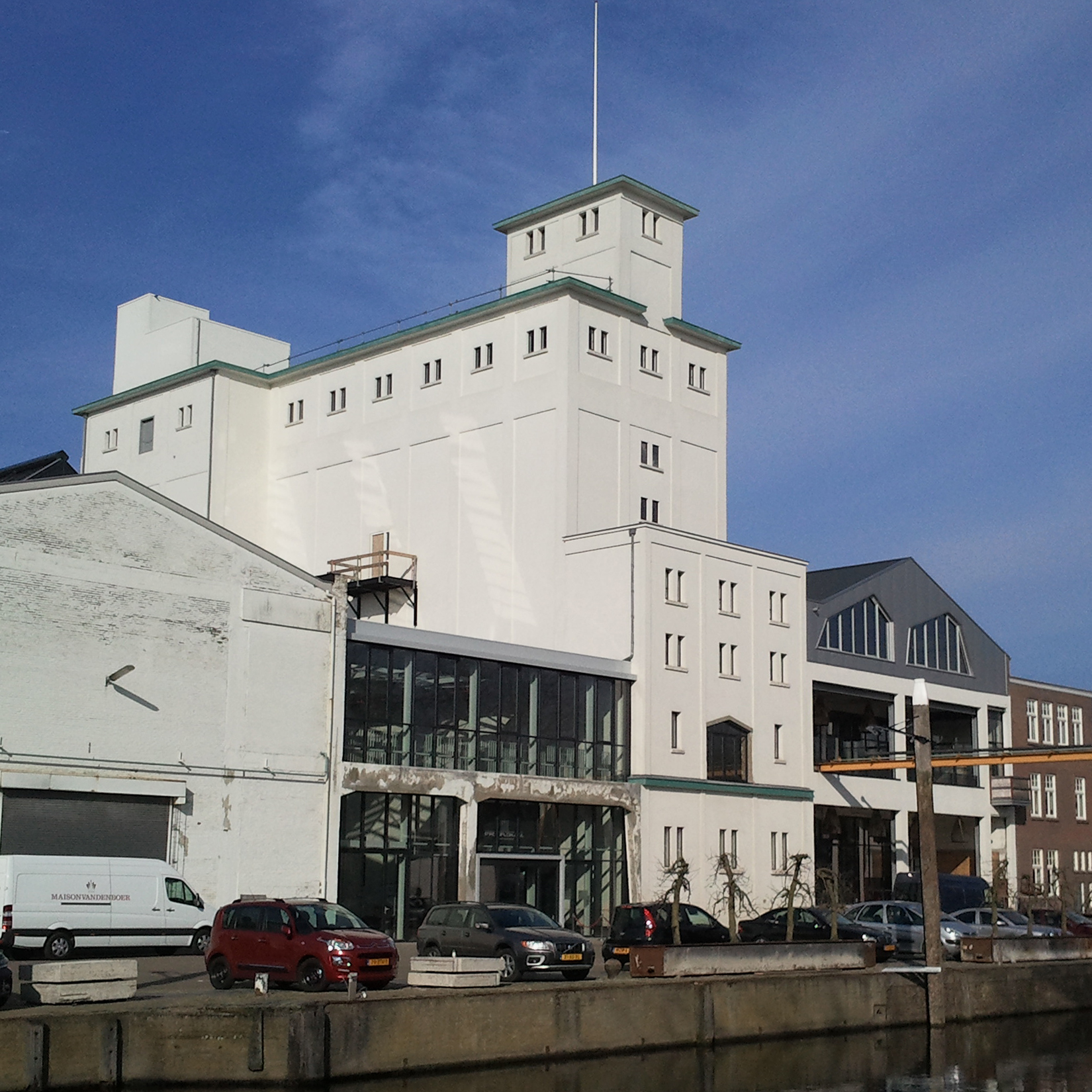
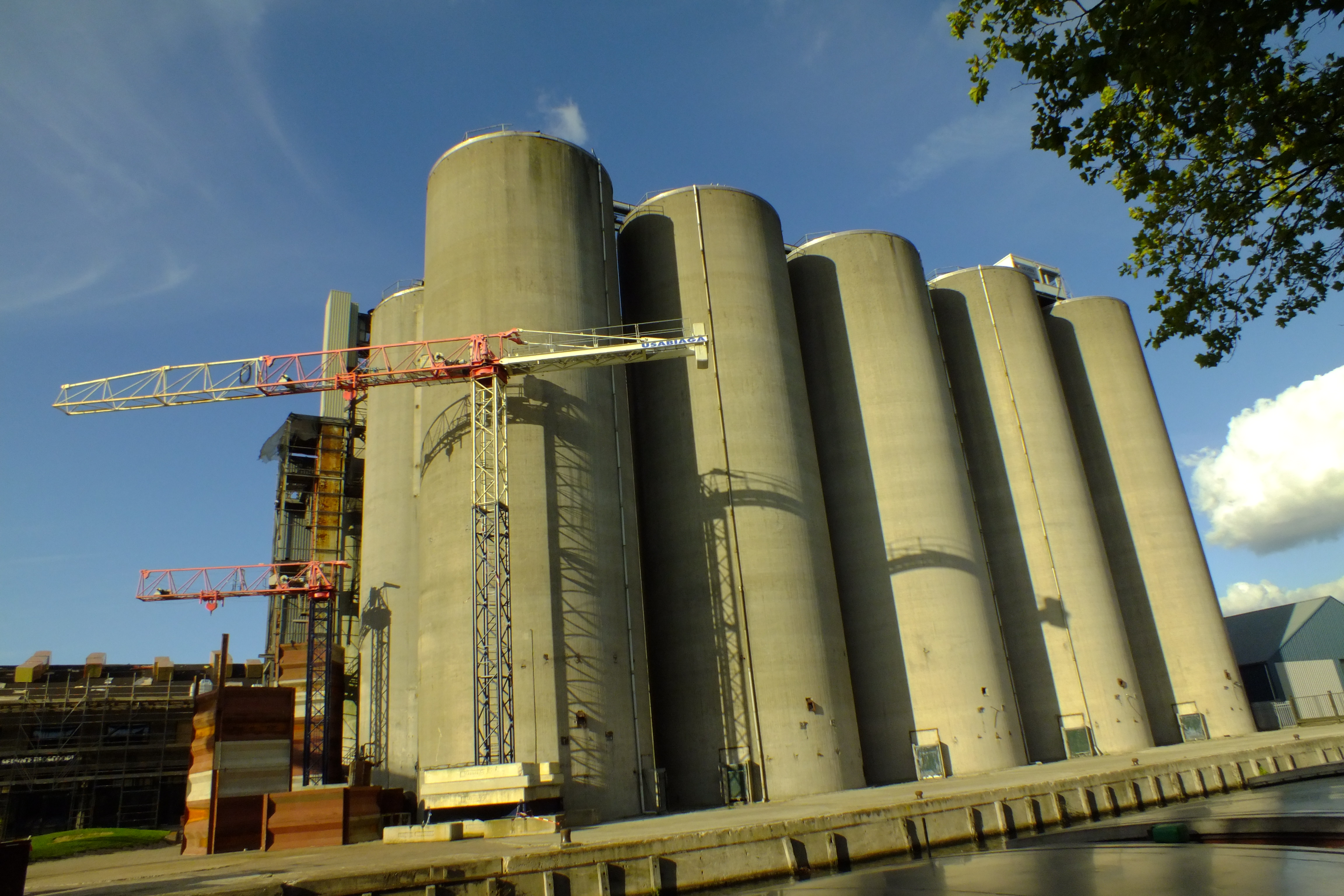